# Survivor (reality show)
Survivor – amerykański reality show emitowany przez CBS. W Polsce program emitowany był jako „Ryzykanci”. W programie współzawodnicy są odizolowani od świata w odległym miejscu i współzawodniczą o gotówkę i inne nagrody. Survivor oparty jest na szwedzkim programie Ekspedycja Robinson, który jest jednym z pierwszych reality show, ponieważ pokazywał rzeczywistość życia w telewizji. Do 2024 powstało 46 edycji.
W Polsce TVP2 wyemitowała 6 pierwszych sezonów, natomiast TV4 i TV6 cztery edycje – od 3. do 6. W telewizji AXN wyemitowano edycje: 1–17 oraz 19–21. 31 sierpnia 2020 TV4 rozpoczęła emisję 30. edycji programu.
Polska wersja na analogicznych zasadach została zrealizowana w 2004 roku od nazwą Wyprawa Robinson i wyemitowana przez telewizję TVN; następnie zaś, w roku 2017, pod nazwą Wyspa przetrwania na antenie telewizji Polsat.

## Formuła gry
- W grze bierze udział od 16 do 20 obcych sobie uczestników. Wyjątkami od tej zasady są wyłącznie tak zwane sezony All-Stars (dotychczas edycje 8, 20, 31, 34 oraz 40), w których udział biorą gracze poprzednich edycji, nierzadko mających ze sobą styczność w grze w przeszłości, sezony, w których gracze powracający stanowią połowę obsady (dotychczas edycje 16, 26, oraz 27) lub jej niewielką część (dotychczas edycje 11, 22, 23, 25, 38, oraz 45), a także sezony bazujące na formacie Blood vs. Water (dotychczas edycje 27 i 29), w których każdemu z graczy towarzyszy jedna osoba bliska w świecie prywatnym (krewny, partner lub współmałżonek).
- Liczba kobiet i mężczyzn jest za każdym razem równa. Dotychczas zdarzyły się wyłącznie dwa wyjątki od tej reguły spowodowane nieprzewidzianymi przez producentów przypadkami (rezygnacja jednej z uczestniczek edycji 14. tuż przed startem oraz ewakuacja dwóch sióstr z uwagi na stan zdrowia jednej z nich w edycji 29.).
- Uczestnicy są na starcie gry podzieleni na rywalizujące ze sobą plemiona, z których każde ma swoją lokalnie brzmiącą nazwę oraz kolor. W początkowych sezonach dominował podział na dwa plemiona, w najnowszych zaś coraz częstszą tendencją jest podział trójplemienny. Najwięcej plemion startowych, bo aż po cztery, miały edycje 12. oraz 13. W trakcie gry, począwszy już od edycji 3., dochodzi zazwyczaj do przynajmniej jednego przemieszania składu grup.
- Inicjalnie przydział do plemion odbywał się w sposób przypadkowy, mając na uwadze wyłącznie wyrównany stosunek płci i wieku pomiędzy grupami. Z czasem, zależnie od motywu poszczególnego sezonu, producenci coraz częściej zaczęli stosować określone wyznaczniki, takie jak np. podział ze względu na płeć, wiek, etniczność, wykonywany zawód, stopień doświadczenia w grze (w sezonach, w których gracze powracający mierzyli się z nowymi), a czasem uczestnicy sami dobierali się w plemiona.
- Plemiona rywalizują ze sobą o nagrody (najczęściej jedzenie lub formy komfortu) oraz immunitet, chroniący grupę od Rady Plemienia. Na Radę Plemienia (najczęściej jedna w każdym odcinku) udaje się plemię przegrane i po moderowanej przez prowadzącego dyskusji eliminuje ze swojego grona jedną osobę poprzez tajne głosowanie. Wskazany gracz odpada z programu (wyjątkiem były dotychczas: edycja 7, gdzie pierwsza szóstka wyeliminowanych uczestników miała szanse powrócić do programu po wygraniu zadania o immunitet; edycje 22, 23 i 27 z tak zwaną Wyspą Odkupienia, na której wygnani uczestnicy rywalizowali ze sobą o prawo powrotu do gry na pewnym etapie; edycje 38 i 40, gdzie wszyscy wyeliminowani uczestnicy mieli szansę zostać na wyspie zwanej Skrajem Wymarcia, gdzie oczekiwali na dwie szanse o powrót do gry). Formuła gry dopuszcza, a wręcz inicjuje umawianie się uczestników co do głosowania, co daje podłoże do strategii, spisków i sojuszy będących uznawane za główny sens programu (oficjalne motto zachęca do „przechytrzenia” konkurentów).
- Mniej więcej w połowie gry plemiona łączone są w jedno. Od tego momentu uczestnicy rywalizują w konkurencjach o indywidualny immunitet. Przed każdą Radą Plemienia chroniona jest nim tylko jedna osoba. Zwycięzca ma jednak prawo odstąpienia immunitetu na rzecz innego gracza. W całej historii zdarzyły się jak dotąd jedynie sześć takich przypadków, z czego dwa skończyły się eliminacją osoby rezygnującej z immunitetu na tej samej Radzie Plemienia, a dwa inne koniecznością udziału w konkurencji na najszybsze rozpalanie ognia.
- Na wynik Rad Plemienia mogą doraźnie wpływać różne niespodzianki zależne od konkretnej edycji. Dotychczas wprowadzano m.in. ukryte immunitety (możliwe do znalezienia w otoczeniu, anulują wszystkie głosy oddane na danego uczestnika lub wskazaną przez niego osobę i eliminują gracza, który otrzymał następną w kolejności największą liczbę głosów), kradzież głosu wybranej osoby, możliwość oddania podwójnego głosu, tak zwany immunitet dziedziczny, możliwy do jednorazowego wykorzystania przez uczestnika na ściśle określonych etapach, który w razie własnej eliminacji trzeba przekazać „w spadku” komuś innemu, blokadę ukrytego imunitetu, czy wprowadzony wraz z 41. edycją tak zwany strzał w ciemno, który pod warunkiem rezygnacji z oddania głosu działa jak ukryty imunitet z szansą powodzenia wynoszącą 1/6. W edycji 34. doszło do kontrowersyjnej sytuacji, w której to w wyniku nawarstwienia różnych form immunitetów użytych przez pozostałych uczestników na tej samej Radzie Plemienia, jedna z zawodniczek, Cirie Fields, odpadła z gry automatycznie, będąc jedyną osobą nieposiadającą żadnej ochrony.
- Zasady rozstrzygania remisu na Radzie Plemienia zmieniały się wraz z kolejnymi sezonami. W początkowych, czynnikiem decydującym była liczba głosów oddanych na danego uczestnika na wszystkich poprzednich Radach Plemienia, a w przypadku dalszego remisu, konkurencja z wiedzy o otoczeniu (w ten sposób rozstrzygnięto remis w edycji 3). Później wprowadzono stosowaną do czasów obecnych zasadę losowania kamieni. W przypadku braku możliwości osiągnięcia konsensusu przez grupę, dwie objęte remisem osoby uzyskują immunitet, odpada zaś losowo wybrany gracz spośród pozostałych. Natomiast w przypadku remisu na etapie ostatniej czwórki graczy, czynnikiem decydującym jest każdorazowo konkurencja na najszybsze rozpalenie ognia i osiągnięcie na tyle wysokiego płomienia, by przepalił on zawieszoną na odpowiedniej wysokości linkę.
- Gra kończy się w momencie pozostania w rywalizacji finałowej dwójki (do edycji 12.) lub trójki uczestników (wszystkie późniejsze z wyjątkiem 16., 18. i 28.). Wówczas to loża „sędziów” złożona z, zależnie od edycji, od siedmiu do dziesięciu ostatnio wyeliminowanych osób (lub w sezonach z Edge of Extinction, ze wszystkich uczestników, którzy zostali na owej wyspie do momentu rozpoczęcia fazy jury), poprzez głosowanie wybiera spośród finalistów zwycięzcę.

## Regulamin gry
- Nie można dzielić się zwycięstwem w konspiracji przed innymi, ponieważ grozi to natychmiastowym wydalaniem z gry.
- Z wyjątkiem sporadycznych zadań, włączając w to zapasy albo ograniczoną walkę, jakaś inna fizyczna przemoc między graczami skończy się natychmiastowym wydalaniem z gry.
- Podczas Rady Plemienia, gracze nie mogą głosować sami na siebie ani nie mogą popsuć tajnego głosowania albo odmówić oddania głosu. Gracze muszą też pokazać do kamery na kogo zagłosowali.
- Uczestnicy muszą przestrzegać amerykańskiego, jak również miejscowego prawa.
- Uczestnicy nie mogą opuścić Rad Plemienia, ani nie mogą odmówić uczestnictwa w konkursach o immunitet i o nagrodę rzeczową, chyba że gra im to zaoferuje (tak jak w przypadku Survivor: Gwatemala i Survivor: Exile Island).
- Kiedy jedno plemię ma więcej graczy niż drugie, to musi wyznaczyć graczy, którzy nie wezmą udziału w konkursie grupowym, by liczba obu plemion była równa. Ta reguła została zmieniona tylko w Survivor: Australian Outback, ponieważ Jeff Probst uznał, że liczebna różnica zawodników żadnemu zespołowi nie pomoże ani nie utrudni zadania. Początkowe reguły z Survivor: Africa stwierdzały, że jeśli jakiś gracz zdobędzie nagrodę rzeczową, nie może brać udziału w konkursie o immunitet. W Survivor: Palau w epizodach nr 7 i 8 plemię Koror miało ośmioro graczy, podczas gdy plemię Ulong tylko troje (później dwoje), co zmusiło twórców programu do pozwolenia różnym graczom Koror wziąć z powrotem udział w konkursach. Jedynym warunkiem było to, że tych samych 2–3 graczy nie mogło uczestniczyć w każdym kolejnym konkursie. Katie Gallagher i Janu Tornell, obie z sezonu Survivor: Palau, najrzadziej brały udział w konkursach spośród wszystkich graczy (każda przesiedziała 7 konkursów na 8 epizodów).
- Członkowie jednego plemienia nie mogą zaatakować albo odwiedzić obozu innego plemienia, chyba że dojdzie do połączenia plemion. Uczestnicy nie mogą też odwiedzać kempingu ekipy telewizyjnej. Było kilka wyjątków do tej reguły:
  - w 1. sezonie, kiedy Kelly Wiglesworth została zaproszona do obozu telewizji, chociaż był przerobiony na miejscowy bar (było to częścią nagrody);
  - w 2. sezonie, kiedy Michael Skupin został ranny zaprowadzono go do namiotu ekipy, by tam czekał na przylot helikoptera medycznego;
  - w 4. sezonie, kiedy za wygraną w wyzwaniu plemię Maraamu dostało dwie minuty na splądrowanie obozu Rotu;
  - w czasie 7. sezonu przywilej do „łupów” przeciwnego plemienia był często częścią nagrody;
  - podczas jednego z epizodów w Gwatemali członkowie plemienia Yaxha odwiedzili plemię Nakum i zaprosili ich do swojego obozu na przyjęcie urodzinowe jednej z uczestniczek;
  - podczas 13. sezonu 3 uczestników jednego plemienia przypadkowo weszło na teren drugiego myśląc, że to obca niezamieszkana wyspa.
  - podczas 43. sezonu, kiedy za wygraną w wyzwaniu plemię Vesi dostało możliwość splądrowania jednego z dwóch pozostałych plemion z dowolnego przedmiotu.
- W zależności od kraju, w którym program ma miejsce, uczestnicy nie mogą zabijać chronionych gatunków zwierząt i roślin.

## Nagrody dla uczestników
Każdy gracz otrzymuje wynagrodzenie za udział w programie w zależności od tego, jak długo przetrwał.
Zwycięzca otrzymuje milion dolarów (z wyjątkiem 40. edycji, gdzie nagroda wynosiła dwa miliony dolarów), a w początkowych edycjach także samochód.
W większości sezonów osoba na drugim miejscu otrzymuje 100 000 USD, a za trzecie – 85 000 USD. Nagrody w All-Stars są jak następuje: 2. miejsce – 250 000 USD; 3. – 125 000 USD; 4. – 100 000 USD.
Sonja Christopher, pierwsza osoba, która opuściła grę w pierwszym sezonie programu, otrzymała 2500 USD. Tina Wesson, pierwsza osoba, która opuściła Survivor: All-stars, otrzymała 25 000 USD. Nagrody w innych sezonach dla szesnastu uczestników są nieznane.
Wszyscy gracze otrzymują też dodatkowe 10 000 USD za występ w zjeździe podsumowującym edycję.

## Spis serii
| Edycja                                        | Data premiery        | Data finału      | Pora emisji    | Zwycięzca              | Finaliści                               | Finałowe Głosowanie | Oglądalność (w milionach) |
| --------------------------------------------- | -------------------- | ---------------- | -------------- | ---------------------- | --------------------------------------- | ------------------- | ------------------------- |
| 1. Survivor: Borneo                           | 31 maja 2000         | 23 sierpnia 2000 | środa 20:00    | Richard Hatch          | Kelly Wigglesworth                      | 4-3                 | 28,30                     |
| 2. Survivor: Australian Outback               | 28 stycznia 2001     | 3 maja 2001      | czwartek 20:00 | Tina Wesson            | Colby Donaldson                         | 4-3                 | 29,80                     |
| 3. Survivor: Africa                           | 11 października 2001 | 10 stycznia 2002 | czwartek 20:00 | Ethan Zohn             | Kim Johnson                             | 5-2                 | 20,69                     |
| 4. Survivor: Marquesas                        | 28 lutego 2002       | 19 maja 2002     | czwartek 20:00 | Vecepia Towery         | Neleh Dennis                            | 4-3                 | 20,77                     |
| 5. Survivor: Thailand                         | 19 września 2002     | 19 grudnia 2002  | czwartek 20:00 | Brian Heidik           | Clay Jordan                             | 4-3                 | 21,21                     |
| 6. Survivor: Amazon                           | 13 lutego 2003       | 11 maja 2003     | czwartek 20:00 | Jenna Morasca          | Matthew Von Ertfelda                    | 6-1                 | 19,97                     |
| 7. Survivor: Pearl Islands                    | 18 września 2003     | 14 grudnia 2003  | czwartek 20:00 | Sandra Diaz-Twine      | Lillian Morris                          | 6-1                 | 20,72                     |
| 8. Survivor: All-Stars                        | 1 lutego 2004        | 9 maja 2004      | czwartek 20:00 | Amber Brkich           | Rob Mariano                             | 4-3                 | 21,49                     |
| 9. Survivor: Vanuatu                          | 16 września 2004     | 12 grudnia 2004  | czwartek 20:00 | Chris Daugherty        | Twila Tanner                            | 5-2                 | 19,64                     |
| 10. Survivor: Palau                           | 17 lutego 2005       | 15 maja 2005     | czwartek 20:00 | Tom Westman            | Katie Gallagher                         | 6-1                 | 20,91                     |
| 11. Survivor: Guatemala                       | 15 września 2005     | 11 grudnia 2005  | czwartek 20:00 | Danni Boatwright       | Stephenie LaGrossa                      | 6-1                 | 18,30                     |
| 12. Survivor: Panama                          | 2 lutego 2006        | 14 maja 2006     | czwartek 20:00 | Aras Baskauskas        | Danielle DiLorenzo                      | 5-2                 | 16,82                     |
| 13. Survivor: Cook Islands                    | 14 września 2006     | 17 grudnia 2006  | czwartek 20:00 | Yul Kwon               | Ozzy Lusth                              | 5-4-0               | 15,75                     |
| 13. Survivor: Cook Islands                    | 14 września 2006     | 17 grudnia 2006  | czwartek 20:00 | Yul Kwon               | Becky Lee                               | 5-4-0               | 15,75                     |
| 14. Survivor: Fiji                            | 8 lutego 2007        | 13 maja 2007     | czwartek 20:00 | Earl Cole              | Cassandra Franklin                      | 9-0-0               | 14,83                     |
| 14. Survivor: Fiji                            | 8 lutego 2007        | 13 maja 2007     | czwartek 20:00 | Earl Cole              | Andria "Dreamz" Herd                    | 9-0-0               | 14,83                     |
| 15. Survivor: China                           | 20 września 2007     | 16 grudnia 2007  | czwartek 20:00 | Todd Herzog            | Courtney Yates                          | 4-2-1               | 14,05                     |
| 15. Survivor: China                           | 20 września 2007     | 16 grudnia 2007  | czwartek 20:00 | Todd Herzog            | Amanda Kimmel                           | 4-2-1               | 14,05                     |
| 16. Survivor: Micronesia                      | 7 lutego 2008        | 11 maja 2008     | czwartek 20:00 | Parvati Shallow        | Amanda Kimmel                           | 5-3                 | 12,65                     |
| 17. Survivor: Gabon                           | 25 września 2008     | 14 grudnia 2008  | czwartek 20:00 | Bob Crowley            | Susie Smith                             | 4-3-0               | 13,81                     |
| 17. Survivor: Gabon                           | 25 września 2008     | 14 grudnia 2008  | czwartek 20:00 | Bob Crowley            | Jessica "Sugar" Kiper                   | 4-3-0               | 13,81                     |
| 18. Survivor: Tocantins                       | 12 lutego 2009       | 17 maja 2009     | czwartek 20:00 | James "JT" Thomas Jr.  | Stephen Fishbach                        | 7-0                 | 12,92                     |
| 19. Survivor: Samoa                           | 17 września 2009     | 20 grudnia 2009  | czwartek 20:00 | Natalie White          | Russell Hantz                           | 7-2-0               | 12,34                     |
| 19. Survivor: Samoa                           | 17 września 2009     | 20 grudnia 2009  | czwartek 20:00 | Natalie White          | Mick Trimming                           | 7-2-0               | 12,34                     |
| 20. Survivor: Heroes vs. Villains             | 11 lutego 2010       | 16 maja 2010     | czwartek 20:00 | Sandra Diaz-Twine      | Parvati Shallow                         | 6-3-0               | 12,60                     |
| 20. Survivor: Heroes vs. Villains             | 11 lutego 2010       | 16 maja 2010     | czwartek 20:00 | Sandra Diaz-Twine      | Russell Hantz                           | 6-3-0               | 12,60                     |
| 21. Survivor: Nicaragua                       | 15 września 2010     | 19 grudnia 2010  | środa 20:00    | Jud "Fabio" Birza      | Chase Rice Matthew "Sash" Lenahan       | 5-4-0               | 13,61                     |
| 22. Survivor: Redemption Island               | 16 lutego 2011       | 15 maja 2011     | środa 20:00    | Rob Mariano            | Phillip Sheppard Natalie Tenerelli      | 8-1-0               | 12,59                     |
| 23. Survivor: South Pacific                   | 14 września 2011     | 18 grudnia 2011  | środa 20:00    | Sophie Clarke          | Benjamin "Coach" Wade Albert Destrade   | 6-3-0               | 12,77                     |
| 24. Survivor: One World                       | 15 lutego 2012       | 13 maja 2012     | środa 20:00    | Kim Spradlin           | Sabrina Thompson Chelsea Meissner       | 7-2-0               | 11,64                     |
| 25. Survivor: Philippines                     | 19 września 2012     | 16 grudnia 2012  | środa 20:00    | Denise Stapley         | Lisa Whelchel Michael Skupin            | 6-1-1               | 11,85                     |
| 26. Survivor: Caramoan                        | 13 lutego 2013       | 12 maja 2013     | środa 20:00    | John Cochran           | Dawn Meehan Sherri Biethman             | 8-0-0               | 10,82                     |
| 27. Survivor: Blood vs. Water                 | 18 września 2013     | 15 grudnia 2013  | środa 20:00    | Tyson Apostol          | Monica Culpepper Gervase Peterson       | 7-1-0               | 11,30                     |
| 28. Survivor: Cagayan                         | 26 lutego 2014       | 21 maja 2014     | środa 20:00    | Tony Vlachos           | Yung "Woo" Hwang                        | 8-1                 | 11,30                     |
| 29. Survivor: San Juan del Sur                | 24 września 2014     | 17 grudnia 2014  | środa 20:00    | Natalie Anderson       | Jaclyn Schultz Missy Payne              | 5-2-1               | 11,35                     |
| 30. Survivor: Worlds Apart                    | 25 lutego 2015       | 20 maja 2015     | środa 20:00    | Mike Holloway          | Carolyn Rivera Will Sims II             | 6-1-1               | 11,35                     |
| 31. Survivor: Cambodia                        | 23 września 2015     | 16 grudnia 2015  | środa 20:00    | Jeremy Collins         | Spencer Bledsoe Tasha Fox               | 10-0-0              | 10,99                     |
| 32. Survivor: Kaôh Rōng                       | 17 lutego 2016       | 18 maja 2016     | środa 20:00    | Michele Fitzgerald     | Aubry Bracco Tai Trang                  | 5-2-0               | 10,99                     |
| 33. Survivor: Millennials vs. Gen X           | 21 września 2016     | 14 grudnia 2016  | środa 20:00    | Adam Klein             | Hannah Shapiro Ken McNickle             | 10-0-0              | 10,32                     |
| 34. Survivor: Game Changers                   | 8 marca 2017         | 24 maja 2017     | środa 20:00    | Sarah Lacina           | Brad Culpepper Troy "Troyzan" Robertson | 7-3-0               | 10,32                     |
| 35. Survivor: Heroes vs. Healers vs. Hustlers | 27 września 2017     | 20 grudnia 2017  | środa 20:00    | Ben Driebergen         | Chrissy Hofbeck Ryan Ulrich             | 5-2-1               | 10.29                     |
| 36. Survivor: Ghost Island                    | 28 lutego 2018       | 23 maja 2018     | środa 20:00    | Wendell Holland        | Domenick Abbate Laurel Johnson          | 5-5-0 1-0           | 10.29                     |
| 37. Survivor: David vs Goliath                | 26 września 2018     | 19 grudnia 2018  | środa 20:00    | Nick Wilson            | Mike White Angelina Keeley              | 7-3-0               | 9.43                      |
| 38. Survivor: Edge of Extinction              | 20 lutego 2019       | 15 maja 2019     | środa 20:00    | Chris Underwood        | Gavin Whitson Julie Rosenberg           | 9-4-0               | 9.43                      |
| 39. Survivor: Island of the Idols             | 25 września 2019     | 18 grudnia 2019  | środa 20:00    | Tommy Sheehan          | Dean Kowalski Noura Salman              | 8-2-0               | 6.42                      |
| 40. Survivor: Winners at War                  | 12 lutego 2020       | 13 maja 2020     | środa 20:00    | Tony Vlachos           | Natalie Anderson Michele Fitzgerald     | 12-4-0              | 7.63                      |
| 41. Survivor 41                               | 22 września 2021     | 15 grudnia 2021  | środa 20:00    | Erika Casupanan        | Deshawn Radden Xander Hastings          | 7-1-0               | 5.56                      |
| 42. Survivor 42                               | 9 marca 2022         | 25 maja 2022     | środa 20:00    | Maryanne Oketch        | Mike Turner Romeo Escobar               | 7-1-0               | 5.37                      |
| 43. Survivor 43                               | 21 września 2022     | 14 grudnia 2022  | środa 20:00    | Mike Gabler            | Cassidy Clark Owen Knight               | 7-1-0               | 4.99                      |
| 44. Survivor 44                               | 1 marca 2023         | 24 maja 2023     | środa 20:00    | Yamil "Yam Yam" Arocho | Heidi Lagares-Greenblatt Carolyn Wiger  | 7-1-0               | 5.00                      |
| 45. Survivor 45                               | 27 września 2023     | 21 grudnia 2023  | środa 20:00    | Dee Valladares         | Austin Li Coon Jake O'Kane              | 5-3-0               | 4.96                      |
| 46. Survivor 46                               | 28 lutego 2024       | 22 maja 2024     | środa 20:00    | Kenzie Petty           | Charlie Davis Ben Katman                | 5-3-0               | 4.74                      |
| 47. Survivor 47                               | 18 września 2024     | 18 grudnia 2024  | środa 20:00    | Rachel LaMont          | Sam Phalen Sue Smey                     | 7-1-0               | 4.49                      |
| 48. Survivor 48                               | 26 lutego 2025       | maj 2025         | środa 20:00    | Kyle Fraser            | Eva Erickson Joe Hunter                 | 5-2-1               | 4.62                      |

## Miejsce organizacji
| Kontynent          | Miejsce (Numer edycji)                                                                                                 |
| ------------------ | --- |
| Afryka             | Kenia (3), Gabon (17)                                                                                                  |
| Ameryka Centralna  | Gwatemala (11), Nikaragua (21, 22, 29, 30), Panama (7, 8, 12)                                                          |
| Ameryka Południowa | Brazylia (6, 18) |
| Azja               | Chiny (15), Malezja (1), Tajlandia (5), Filipiny (25, 26, 27, 28), Kambodża (31, 32)                                   |
| Oceania            | Australia (2), Fidżi (14, 33 - 48), Markizy (4), Palau (10, 16), Samoa (19, 20, 23, 24), Vanuatu (9), Wyspy Cooka (13) |

## Opisy wybranych sezonów

### Edycja 6.:Survivor: The Amazon
Survivor: The Amazon był szóstą odsłoną popularnego programu telewizyjnego Survivor. Został nakręcony w 2002 roku. Jego 13 odcinków emitowano w amerykańskiej stacji CBS co tydzień od 13 lutego 2003 do 11 maja 2003. Natomiast w Polsce emitowano go na stacji AXN od 17 lutego 2007 roku, w TVP2 od 31 sierpnia 2007 roku oraz w TV4 od 21 kwietnia 2012 roku. Prowadzącym był Jeff Probst natomiast producentami Mark Burnett i Chaelie Parsons.
Szesnastu nieznajomych zostało wysłanych do amazońskiej dżungli, aby toczyć tam walkę o milion dolarów. Uczestnicy zostali podzieleni według płci na dwa plemiona: Jaburu (szczep żeński) i Tambaqui (szczep męski). Po połączeniu razem tworzyli plemię o nazwie Jacaré.

#### Uczestnicy
| Rozbitek                            | Plemię początkowe | Przemieszanie odcinek 5. | Połączone plemię | Status w grze                              |
| ----------------------------------- | ----------------- | ------------------------ | ---------------- | ------------------------------------------ |
| Ryan Aiken 23, Ellicott City, MD    | Tambaqui          |                          |                  | 1. wyeliminowany 3. dnia                   |
| Janet Koth 47, Manchester           | Jaburu            |                          |                  | 2. wyeliminowana 6. dnia                   |
| Daniel Lue 27, Houston              | Tambaqui          |                          |                  | 3. wyeliminowany 9. dnia                   |
| Joanna Ward 31, Orangeburg          | Jaburu            |                          |                  | 4. wyeliminowana 12. dnia                  |
| Jeanne Hebert 41, North Attleboro   | Jaburu            | Tambaqui                 |                  | 5. wyeliminowana 15. dnia                  |
| Shawna Mitchell 23, Redwood City    | Jaburu            | Jaburu                   |                  | 6. wyeliminowana 18. dnia                  |
| Roger Sexton 56, Valencia, CA       | Tambaqui          | Tambaqui                 | Jacare           | 7. wyeliminowany 21. dnia                  |
| Dave Johnson 24, Pasadena           | Tambaqui          | Tambaqui                 | Jacare           | 8. wyeliminowany 1. członek sądu 24. dnia  |
| Deena Bennett 35, Riverside         | Jaburu            | Jaburu                   | Jacare           | 9. wyeliminowana 2. członek sądu 27. dnia  |
| Alex Bell 32, Los Angeles           | Tambaqui          | Jaburu                   | Jacare           | 10. wyeliminowany 3. członek sądu 30. dnia |
| Christy Smith 24, Basalt            | Jaburu            | Tambaqui                 | Jacare           | 11. wyeliminowana 4. członek sądu 33. dnia |
| Heidi Strobel 24, Buffalo           | Jaburu            | Tambaqui                 | Jacare           | 12. wyeliminowana 5. członek sądu 36. dnia |
| Butch Lockley 50, Olney             | Tambaqui          | Tambaqui                 | Jacare           | 13. wyeliminowany 6. członek sądu 37. dnia |
| Rob Cesternino 24, Wantagh          | Tambaqui          | Jaburu                   | Jacare           | 14. wyeliminowany 7. członek sądu 38. dnia |
| Matthew Von Ertfelda 33, Waszyngton | Tambaqui          | Jaburu                   | Jacare           | Finalista                                  |
| Jenna Morasca 21, Pittsburgh        | Jaburu            | Jaburu                   | Jacare           | Zwyciężczyni                               |

### Edycja 7.:Survivor: Pearl Islands
Survivor: Pearl Islands – Panama to siódma z kolei odsłona popularnego reality show Survivor. Została nakręcona w 2003 roku, zadebiutowała w USA w stacji CBS 18 września 2003 roku. W Polsce seria ta została wyemitowana przez stację AXN pod nazwą „Robinsonowie: Wyspy Perłowe”.
Miejscem walki rozbitków są Wyspy Perłowe, grupa wysp położonych w Zatoce Panamskiej. O ile poprzedni sezon związany był z dżunglą, ten jest oparty na kulturze pirackiej.
Uczestnicy zostali podzieleni na dwa plemiona: Drake (od Francisa Drake’a, angielskiego korsarza, który w latach 1577–1580 odbył wyprawę dookoła świata) oraz Morgan (na cześć Henry’ego Morgana). Po połączeniu plemię nazwano Balboa (na cześć Vasco Núñez de Balboa, hiszpańskiego odkrywcy, gubernatora i konkwistadora, założyciela pierwszej stałej europejskiej kolonii na kontynencie amerykańskim w Acla w pobliżu Darién w obecnej Panamie w 1511 roku).
Survivor: Wyspy Perłowe był najczęściej oglądanym sezonem od czasu emisji drugiej edycji. Było ku temu wiele powodów: nietypowe zwroty akcji (jak np. powrót wyeliminowanych uczestników jako plemię The Outcasts, możliwość rabowania obozu przeciwnego plemienia, zakopany skarb) oraz barwni, niezapomniani uczestnicy (Rupert Boneham, Jon Dalton)
Survivor: Wyspy Perłowe został wydany na DVD 7 lutego 2006 roku.

#### Uczestnicy
| Uczestnicy                                   | Początkowe plemię | Plemię po połączeniu | Status w grze                         |
| -------------------------------------------- | ----------------- | -------------------- | ------------------------------------- |
| Nicole Delma 24, Hermosa Beach, CA           | Morgan            |                      | 1. wyeliminowana 3. dnia              |
| Ryan Shoulders 23, Clarksville               | Morgan            |                      | 2. wyeliminowany 6. dnia              |
| Lillian Morris Powróciła do gry jako outcast | Morgan            |                      | 3. wyeliminowana 9. dnia1             |
| Burton Roberts Powrócił do gry jako outcast  | Drake             |                      | 4. wyeliminowany 12. dnia1            |
| Michelle Tesauro 22, Pittstown, NJ           | Drake             |                      | 5. wyeliminowana 15. dnia             |
| Trish Dunn 42, Annapolis, MD                 | Drake             |                      | 6. wyeliminowana 18. dnia             |
| Shawn Cohen 28, Nowy Jork                    | Drake             |                      | 7. wyeliminowany 19. dnia             |
| Osten Taylor 27, Boston                      | Morgan            |                      | Zrezygnował z gry 19. dnia            |
| Andrew Savage 40, Chicago                    | Morgan            | Balboa               | 8. wyeliminowany 21. dnia             |
| Ryan Opray 31, Los Gatos                     | Morgan            | Balboa               | 9. wyeliminowany 1. sędzia 24. dnia   |
| Rupert Boneham 39, Indianapolis              | Drake             | Balboa               | 10. wyeliminowany 2. sędzia 27. dnia  |
| Tijuana Bradley 27, Saint Louis, MO          | Morgan            | Balboa               | 11. wyeliminowana 3. sędzia 30. dnia  |
| Christa Hastie 24, Los Angeles               | Drake             | Balboa               | 12. wyeliminowana 4. sędzia 33. dnia  |
| Burton Roberts 31, San Francisco             | Drake             | Balboa               | 13. wyeliminowany 5. sędzia 36. dnia1 |
| Darrah Johnson 22, Liberty, MS               | Morgan            | Balboa               | 14. wyeliminowana 6. sędzia 37. dnia  |
| Jon Dalton 29, Danville                      | Drake             | Balboa               | 15. wyeliminowany 7. sędzia 38. dnia  |
| Lillian Morris 51, Cincinnati, OH            | Morgan            | Balboa               | Finalistka1                           |
| Sandra Diaz-Twine 29, Fort Lewis, WA         | Drake             | Balboa               | Zwyciężczyni                          |

### Edycja 14.:Survivor: Fiji
Survivor: Fiji był czternastą edycją programu. Zdjęcia kręcono na wyspie Vuana Levu od 30 października 2006 do 7 grudnia 2006. Do rywalizacji przystąpiło 19 zawodników pochodzenia amerykańskiego przydzielonych do dwóch plemion Ravu i Moto. Przez 39 dni byli zdani tylko na siebie. Prowadzącym był Jeff Probst natomiast producentami Mark Burnett i Chaelie Parsons. Edycja ta była nadawana przez CBS w czwartki od 8 lutego 2007 do 13 maja 2007.

#### Uczestnicy
| Rozbitek                                  | Plemię początkowe | Przemieszanie odcinek 6. | Połączone plemię | Na wyspie                          |
| ----------------------------------------- | ----------------- | ------------------------ | ---------------- | ---------------------------------- |
| Jessica deBen 27, Los Angeles             | Ravu              |                          |                  | 1. wyeliminowana 3 dni             |
| Erica Durosseau 27, Lake Charles          | Ravu              |                          |                  | 2. wyeliminowana 6 dni             |
| Sylvia Kwan 52, Ross                      | Ravu              |                          |                  | 3. wyeliminowana 8 dni             |
| Gary Stritesky 55, Ramsey                 | Moto              |                          |                  | opuścił grę 10 dni                 |
| Liliana Gomez 25, Oxnard                  | Moto              |                          |                  | 4. wyeliminowana 11 dni            |
| Rita Verreos 38, San Antonio              | Ravu              |                          |                  | 5. wyeliminowana 14 dni            |
| Anthony Robinson 32, Compton              | Ravu              | Ravu                     |                  | 6. wyeliminowany 16 dni            |
| James „Rocky” Reid 28, Los Angeles        | Ravu              | Ravu                     |                  | 7. wyeliminowany 1. sędzia 19 dni  |
| Lisette „Lisi” Linares 36, Los Angeles    | Moto              | Ravu                     |                  | 8. wyeliminowana 2. sędzia 21 dni  |
| Michelle Yi 23, Cincinnati                | Ravu              | Moto                     | Bula Bula        | 9. wyeliminowana 3. sędzia 24 dni  |
| Edgardo Rivera 28, Miami Beach            | Moto              | Ravu                     | Bula Bula        | 10. wyeliminowany 4. sędzia 27 dni |
| Mookie Lee 25, Wheeling                   | Ravu              | Ravu                     | Bula Bula        | 11. wyeliminowany 5. sędzia 30 dni |
| Alex Angarita 28, Los Angeles             | Moto              | Ravu                     | Bula Bula        | 12. wyeliminowany 6. sędzia 33 dni |
| Stacy Kimball 27, Boulder                 | Moto              | Moto                     | Bula Bula        | 13. wyeliminowana 7. sędzia 36 dni |
| Kenward "Boo" Bernis 34, Lafayette        | Moto              | Moto                     | Bula Bula        | 14. wyeliminowany 8. sędzia 37 dni |
| Yau-Man Chan 54, Martinez                 | Ravu              | Moto                     | Bula Bula        | 15. wyeliminowany 9. sędzia 38 dni |
| Andria (Dre) "Dreamz" Herd 25, Wilmington | Moto              | Ravu                     | Bula Bula        | Finalista                          |
| Cassandra Franklin 42, Los Angeles        | Moto              | Moto                     | Bula Bula        | Finalista                          |
| Earl Cole 35, Santa Monica                | Ravu              | Moto                     | Bula Bula        | Zwycięzca                          |

### Edycja 15.:Survivor: China

#### Uczestnicy
| Rozbitek                                       | Początkowy szczep | Szczep po 5. odc. | Połączone plemię | Status w grze                              |
| ---------------------------------------------- | ----------------- | ----------------- | ---------------- | ------------------------------------------ |
| Steve "Chicken" Morris 48, Marion              | Zhan Hu           |                   |                  | 1. wyeliminowany 3. dnia                   |
| Ashley Massaro 28, East Northport, Nowy Jork   | Zhan Hu           |                   |                  | 2. wyeliminowana 6. dnia                   |
| Leslie Nease 38, Tega Cay, Karolina Południowa | Fei Long          |                   |                  | 3. wyeliminowana 9. dnia                   |
| Dave Cruser 37, Simi Valley                    | Zhan Hu           |                   |                  | 4. wyeliminowany 12. dnia                  |
| Aaron Reisberger 31, Venice                    | Fei Long          | Zhan Hu           |                  | 5. wyeliminowany 15. dnia                  |
| Sherea Lloyd 26, Atlanta                       | Zhan Hu           | Fei Long          |                  | 6. wyeliminowana 18. dnia                  |
| Jaime Dugan 22, Columbia                       | Zhan Hu           | Zhan Hu           | Hae Da Fung      | 7. wyeliminowana 1. członek sądu 21. dnia  |
| Jean-Robert Bellande 36, Las Vegas             | Fei Long          | Fei Long          | Hae Da Fung      | 8. wyeliminowany 2. członek sądu 24. dnia  |
| Michael „Frosti” Zernow 20, Chicago            | Zhan Hu           | Fei Long          | Hae Da Fung      | 9. wyeliminowany 3. członek sądu 27. dnia  |
| James Clement 30, Lafayette                    | Fei Long          | Zhan Hu           | Hae Da Fung      | 10. wyeliminowany 4. członek sądu 30. dnia |
| Erik Huffman 26, Nashville                     | Zhan Hu           | Zhan Hu           | Hae Da Fung      | 11. wyeliminowany 5. członek sądu 33. dnia |
| Peih-Gee Law 29, Marina del Rey, Kalifornia    | Zhan Hu           | Zhan Hu           | Hae Da Fung      | 12. wyeliminowana 6. członek sądu 36. dnia |
| Denise Martin 40, Douglas                      | Fei Long          | Fei Long          | Hae Da Fung      | 13. wyeliminowana 7. członek sądu 38. dnia |
| Amanda Kimmel 23, Kalispell Montana            | Fei Long          | Fei Long          | Hae Da Fung      | Finalistka (3. miejsce)                    |
| Courtney Yates 26, Nowy Jork                   | Fei Long          | Fei Long          | Hae Da Fung      | Finalistka (2. miejsce)                    |
| Todd Herzog 22, Pleasant Grove                 | Fei Long          | Fei Long          | Hae Da Fung      | Zwycięzca                                  |

### Edycja 16.:Survivor: Micronesia – Fans vs. Favorites
Survivor: Micronesia – Fans vs. Favorites był szesnastą edycją widowiska amerykańskiej stacji CBS o nazwie Survivor. W programie brało udział 20 uczestników: 10 największych wielbicieli tego reality show oraz 10 zawodników z poprzednich sezonów. Początkowo uczestnicy zostali podzieleni na dwa plemiona: Plemię Fanów (Airai) oraz plemię Ulubieńców (Malakal). Po połączeniu razem tworzyli plemię Dabu. Widzowie niemal jednogłośnie uważają tę edycję za jedną z najlepszych. Dzięki licznym zwrotom akcji (jak np. powrót Wyspy Wygnańców czy ukryty immunitet, który odegrał w tej edycji bardzo ważną rolę) oraz rekordową liczbą eliminacji z zaskoczenia, był to najbardziej emocjonujący i nieprzewidywalny sezon w historii programu. Po raz kolejny prowadzącym był Jeff Probst, natomiast producentami Mark Burnett i Chaelie Parsons.

#### Uczestnicy
| Uczestnicy                                                                               | Początkowe plemię | Plemię po przemieszaniu | Plemię po połączeniu | Statut gry                                             |
| ---------------------------------------------------------------------------------------- | ----------------- | ----------------------- | -------------------- | ------------------------------------------------------ |
| Jon „Jonny Fairplay” Dalton 33, Danville, Virginia Brał udział w Survivor: Pearl Islands | Malakal           |                         |                      | 1. wyeliminowany Dzień 3.                              |
| Mary Sartain 29, Emeryville, California                                                  | Airai             |                         |                      | 2. wyeliminowana Dzień 6.                              |
| Yau-Man Chan 55, Martinez, California Brał udział w Survivor: Fiji                       | Malakal           |                         |                      | 3 wyeliminowany Dzień 8.                               |
| Michael „Mikey B” Bortone 34, Los Angeles                                                | Airai             |                         |                      | 4. wyeliminowany Dzień 11.                             |
| Joel Anderson 32, Avondale, Arizona                                                      | Airai             | Malakal                 |                      | 5. wyeliminowany Dzień 14.                             |
| Jonathan Penner 45, Los Angeles, California Brał udział w Survivor: Cook Islands         | Malakal           | Airai                   |                      | Opuścił grę z powodu kontuzji Dzień 15.                |
| Chet Welch 48, Ford City, Pennsylvania                                                   | Airai             | Malakal                 |                      | 6. wyeliminowany Dzień 17.                             |
| Kathleen „Kathy” Sleckman 45, Glen Ellyn, Illinois                                       | Airai             | Airai                   |                      | Zrezygnowała Dzień 19.                                 |
| Tracy Hughes-Wolf 43, Fredericksburg, Virginia                                           | Airai             | Malakal                 |                      | 7. wyeliminowana Dzień 20.                             |
| Ami Cusack 34, Golden, Colorado Brała udział w Survivor: Vanuatu                         | Malakal           | Malakal                 |                      | 8. wyeliminowana Dzień 21.                             |
| Eliza Orlins 25, Nowy Jork Brała udział w Survivor: Vanuatu                              | Malakal           | Airai                   | Dabu                 | 9. wyeliminowana Pierwszy sędzia Dzień 24.             |
| Oscar „Ozzy” Lusth 26, Venice, California Brał udział w Survivor: Cook Islands           | Malakal           | Malakal                 | Dabu                 | 10. wyeliminowany Drugi sędzia Dzień 27.               |
| Jason Siska 22, Fox River Grove, Illinois                                                | Airai             | Airai                   | Dabu                 | 11. wyeliminowany Trzeci sędzia Dzień 30.              |
| James Clement 30, Lafayette, LA Brał udział w Survivor: China                            | Malakal           | Airai                   | Dabu                 | Opuścił grę z powodu kontuzji Czwarty sędzia Dzień 15. |
| Alexis Jones 24, Los Angeles, California                                                 | Airai             | Airai                   | Dabu                 | 12. wyeliminowana Piąty sędzia Dzień 33.               |
| Erik Reichenbach 22, Pinckney, Michigan                                                  | Airai             | Malakal                 | Dabu                 | 13. wyeliminowany Szósty sędzia Dzień 36.              |
| Natalie Bolton 32, Los Angeles, California                                               | Airai             | Airai                   | Dabu                 | 14. wyeliminowana Siódmy sędzia Dzień 37.              |
| Cirie Fields 37, Norwalk, Connecticut Brała udział w Survivor: Panama                    | Malakal           | Malakal                 | Dabu                 | 15. wyeliminowana Ósmy sędzia Dzień 38.                |
| Amanda Kimmel 23, Los Angeles, California Brała udział w Survivor: China                 | Malakal           | Malakal                 | Dabu                 | Finalistka                                             |
| Parvati Shallow 25, Los Angeles, California Brała udział w Survivor: Cook Islands        | Malakal           | Airai                   | Dabu                 | Zwyciężczyni                                           |

### Edycja 17.:Survivor: Gabon – Earth’s Last Eden
Survivor: Gabon – Earth’s Last Eden był siedemnastym sezonem popularnego reality-show Survivor. Pierwszy odcinek został wyemitowany w amerykańskiej stacji CBS dnia 25 września 2008 roku. Po raz pierwszy w historii programu, 39-dniowe zmagania uczestników walczących o tytuł Ostatniego Ocalałego i milion dolarów, nagrywane były w jakości high definition. W rywalizacji wzięło udział osiemnaścioro rozbitków, przydzielonych do dwóch plemion: Kota i Fang. Program ponownie poprowadził Jeff Probst. W tym sezonie, gracze zesłani na Wyspę Wygnańców mogli dokonać wyboru: wskazówka do miejsca ukrycia immunitetu albo luksus. Jeśli czuli się zagrożeni lub chcieli umocnić swoją pozycję w grze, zazwyczaj decydowali się na skorzystanie ze wskazówki. Jeśli natomiast mieli pewność, że są bezpieczni lub zdawali sobie sprawę, że ukryty immunitet został już znaleziony, korzystali z licznych udogodnień.